# Thamnium hildebrandtii
Thamnium hildebrandtii är en bladmossart som först beskrevs av C. Müller, och fick sitt nu gällande namn av Georg Friedrich von Jaeger 1880. Thamnium hildebrandtii ingår i släktet Thamnium och familjen Neckeraceae. Inga underarter finns listade i Catalogue of Life.